# Chlidichthys rubiceps
Chlidichthys rubiceps là một loài cá biển thuộc chi Chlidichthys trong họ Cá đạm bì. Loài này được mô tả lần đầu tiên vào năm 1975.
Trong tiếng Latin, ruber nghĩa là "màu đỏ", và caput là "cái đầu", ám chỉ sắc đỏ trên cơ thể của nó.

## Phân bố và môi trường sống
C. rubiceps phân bố rộng khắp Biển Đỏ, và được tìm thấy vịnh Aqaba trải dài về phía nam đến Karaman. Chúng thường sống xung quanh các rạn san hô và núp trong đá ngầm ở độ sâu khoảng 4 – 40 m.

## Mô tả
C. rubiceps trưởng thành dài khoảng 4 cm. Thân trước và đầu của C. rubiceps có màu nâu đỏ, thân sau chuyển thành màu nâu lục. Mõm màu nâu đỏ hoặc đỏ tươi. Mống mắt màu đỏ tươi. Vây ngực và vây bụng màu hồng trong suốt. Vây lưng và vây hậu môn có màu xám đỏ ở gốc, càng ra xa có màu hơi ửng đỏ hoặc màu lục trong suốt. Đuôi có màu lục.
Số ngạnh ở vây lưng: 2; Số vây tia mềm ở vây lưng: 22 - 24; Số ngạnh ở vây hậu môn: 2 - 3; Số vây tia mềm ở vây hậu môn: 13 - 15; Số vây tia mềm ở vây ngực: 16 - 17; Số ngạnh ở vây bụng: 1; Số vây tia mềm ở vây bụng: 4.
Thức ăn của C. rubiceps có lẽ là rong tảo và các sinh vật phù du nhỏ.